# Selina Witschonke
Selina Witschonke (* 17. Dezember 1998 in Samedan) ist eine Schweizer Curlingspielerin. Sie spielt auf der Position Lead im Team von CC Aarau und ist Schweizer Meisterin, Europameisterin und Vize-Weltmeisterin im Curlen.

## Leben
Selina Witschonke ist 1998 in Samedan im Engadin geboren und begann in ihrer Kindheit Curling zu spielen. Ihre Eltern sind beide hobbymässige Curler und führten Selina Witschonke und ihren Bruder in den Sport ein. Selina praktizierte früher auch Geräteturnen und spielte Marimba, was sie beides ab der Oberstufe sein liess, um sich auf das Curling zu konzentrieren. Sie entwickelte ihre Technik weiter, und 2016 gewann sie für die Schweiz an der Jugendwinterolympiade eine Bronzemedaille im Mixed-Team. Insgesamt nahm sie auch an fünf Juniorenweltmeisterschaften teil. 2019 wurde sie auch Weltmeisterin der Juniorinnen, damals spielte sie als Fourth.
Nach der Oberstufe entschied sich Selina Witschonke, Kriminalwissenschaften an der Universität Lausanne zu studieren. Nach zwei misslungenen Prüfungen im Jahre 2019 brach sie ihr Studium ab und orientierte sich neu. 2021 absolvierte sie die Spitzensport-Rekrutenschule der Schweizer Armee. Sie wohnt in Sempach im Kanton Luzern und studiert Sportmanagement in Chur an der Fachhochschule Graubünden.

### Curling
Witschonke spielte von 2019 bis 2022 beim Team St. Moritz. 2022 gewann sie mit dem Team St. Moritz das Women’s Masters in Basel, an dem auch die Weltmeisterinnen vom CC Aarau um Silvana Tirinzoni und Alina Pätz teilnahmen. Sie stiegen 2022 in die Top-15-Teams der Welt auf, womit sie sich für den Grand Slam of Curling (GSOC) in Kanada qualifizierten. Nachdem sich Team St. Moritz aufgelöst hatte, wechselte Witschonke als Second zum CC Aarau. Im November 2023 gewann sie mit dem CC Aarau die Europameisterschaft. Im Februar 2024 gewann sie zusammen mit dem CC Aarau die Schweizer Meisterschaft im Curling. Im März 2024 gewann sie mit dem CC Aarau an den Weltmeisterschaften Silber, nachdem sie den Final gegen Kanada verloren hatte. 2024 gewann sie den GSOC mit dem CC Aarau. Im November 2024 verteidigte sie den Titel in der Europameisterschaft mit dem CC Aarau.
Bei den Weltmeisterschaften vom März 2025 im südkoreanischen Uijeongbu holte sie die Silbermedaille, nachdem sie mit dem CC Aarau wie im Vorjahr im Final gegen Kanada verlor. Im April 2025 konnte der CC Aarau mit Selina Witschonke den Titel des Grand Slam of Curling gegen die Kanadierinnen verteidigen.